# Nazionale maschile di football americano del Giappone
La nazionale di football americano del Giappone (アメリカンフットボール日本代表?) è la selezione maggiore maschile di football americano dell'Associazione Giapponese di Football Americano che rappresenta il Giappone nelle varie competizioni ufficiali o amichevoli riservate a squadre nazionali. Ha vinto le prime due edizioni del Mondiale, nel 1999 e nel 2003.
Oltre alla nazionale ufficiale sono state selezionate in alcune occasioni anche una formazione di arena football (detta "Samurai Warriors") e una selezione All Star comprendente anche giocatori stranieri di squadre di X-League che ha rappresentato il Giappone nel Dream Bowl contro la selezione della Ivy League.

## Risultati
Legenda: Grassetto: Risultato migliore, Corsivo: Mancate partecipazioni

## Dettaglio stagioni

### Amichevoli
| Stagione | Vin | Par | Per | Tot | PF  | PS | avversaria                       |
| -------- | --- | --- | --- | --- | --- | -- | -------------------------------- |
| 1984     | 1   | 0   | 0   | 1   | 113 | 3  | Corea del Sud                    |
| 1998     | 1   | 0   | 0   | 1   | 39  | 7  | Finlandia                        |
| 2003     | 1   | 0   | 0   | 1   | 90  | 12 | Yokota Raiders                   |
| 2005     | 1   | 0   | 0   | 1   | 20  | 16 | Hawaii                           |
| 2009     | 0   | 0   | 1   | 1   | 3   | 19 | Notre Dame Fighting Irish Alumni |
| 2015     | 1   | 0   | 0   | 1   | 58  | 0  | Team Hope                        |
| 2020     | 0   | 0   | 1   | 1   | 16  | 36 | Selezione TSL                    |
| Totale   | 5   | 0   | 2   | 7   | 339 | 93 |                                  |

Fonte: americanfootballitalia.com

### Tornei

#### Mondiali

##### Fase finale
| Stagione | regular season | regular season | regular season | regular season | regular season | regular season | playoff | playoff | playoff | playoff | playoff | playoff       | playoff     |
|          | Vin            | Par            | Per            | Tot            | PF             | PS             | Vin     | Per     | Tot     | PF      | PS      | risultato     | avversaria  |
| -------- | -------------- | -------------- | -------------- | -------------- | -------------- | -------------- | ------- | ------- | ------- | ------- | ------- | ------------- | ----------- |
| 1999     | 2              | 0              | 0              | 2              | 78             | 14             | 1       | 0       | 1       | 6       | 0       | Campioni      | Messico     |
| 2003     | -              | -              | -              | -              | -              | -              | 2       | 0       | 2       | 57      | 20      | Campioni      | Messico     |
| 2007     | 2              | 0              | 0              | 2              | 96             | 0              | 0       | 1       | 1       | 20      | 23      | Secondo posto | Stati Uniti |
| 2011     | 2              | 0              | 1              | 3              | 86             | 47             | 1       | 0       | 1       | 17      | 14      | Terzo posto   | Messico     |
| 2015     | 1              | 0              | 1              | 2              | 53             | 50             | 0       | 1       | 1       | 59      | 12      | Secondo posto | Stati Uniti |
| Totale   | 7              | 0              | 2              | 9              | 313            | 111            | 4       | 2       | 6       | 159     | 69      |               |             |

Fonte: americanfootballitalia.com

##### Qualificazioni
| Stagione | regular season | regular season | regular season | regular season | regular season | regular season | playoff | playoff | playoff | playoff | playoff | playoff     | playoff       |
|          | Vin            | Par            | Per            | Tot            | PF             | PS             | Vin     | Per     | Tot     | PF      | PS      | risultato   | avversaria    |
| -------- | -------------- | -------------- | -------------- | -------------- | -------------- | -------------- | ------- | ------- | ------- | ------- | ------- | ----------- | ------------- |
| 2003     | -              | -              | -              | -              | -              | -              | 1       | 0       | 1       | 88      | 0       | Qualificati | Corea del Sud |
| 2011     | -              | -              | -              | -              | -              | -              | 1       | 0       | 1       | 76      | 0       | Qualificati | Corea del Sud |
| 2015     | -              | -              | -              | -              | -              | -              | 1       | 0       | 1       | 86      | 0       | Qualificati | Filippine     |
| Totale   | -              | -              | -              | -              | -              | -              | 3       | 0       | 3       | 250     | 0       |             |               |

Fonte: americanfootballitalia.com

#### German Japan Bowl
| Stagione | regular season | regular season | regular season | regular season | regular season | regular season | playoff | playoff | playoff | playoff | playoff | playoff   | playoff    |
|          | Vin            | Par            | Per            | Tot            | PF             | PS             | Vin     | Per     | Tot     | PF      | PS      | risultato | avversaria |
| -------- | -------------- | -------------- | -------------- | -------------- | -------------- | -------------- | ------- | ------- | ------- | ------- | ------- | --------- | ---------- |
| 2010     | -              | -              | -              | -              | -              | -              | 1       | 0       | 1       | 24      | 14      | Campioni  | Germania   |
| 2014     | -              | -              | -              | -              | -              | -              | 1       | 0       | 1       | 38      | 0       | Campioni  | Germania   |
| Totale   | -              | -              | -              | -              | -              | -              | 2       | 0       | 2       | 62      | 14      |           |            |

### Riepilogo partite disputate
| Anno             | Luogo      | Evento                | Fase del torneo      | Incontro                                    | Risultato |
| 1984             | ?          | Amichevole            |                      | Giappone - Corea del Sud                    | 113 - 3   |
| 1998             | Tokyo      | Japan Euro Bowl       |                      | Giappone - Finlandia                        | 39 - 7    |
| 28 giugno 1999   | Palermo    | Mondiale              | Girone               | Svezia - Giappone                           | 14 - 24   |
| 1º luglio 1999   | Palermo    | Mondiale              | Girone               | Giappone - Australia                        | 54 - 0    |
| 4 luglio 1999    | Palermo    | Mondiale              | Finale               | Giappone - Messico                          | 6 - 0     |
| 23 febbraio 2003 | Ōsaka      | Mondiale              | Qualificazioni       | Giappone - Corea del Sud                    | 88 - 0    |
| 21 giugno 2003   | Kawasaki   | Amichevole            |                      | Giappone - Yokota Raiders                   | 90 - 12   |
| 10 luglio 2003   | Wiesbaden  | Mondiale              | Semifinale           | Giappone - Francia                          | 23 - 6    |
| 12 luglio 2003   | Hanau      | Mondiale              | Finale               | Giappone - Messico                          | 34 - 14   |
| 2005             | Tokyo      | USA Japan Bowl        |                      | Giappone - Hawaii                           | 20 - 16   |
| 7 luglio 2007    | Kawasaki   | Mondiale              | Girone               | Francia - Giappone                          | 0 - 48    |
| 12 luglio 2007   | Kawasaki   | Mondiale              | Girone               | Svezia - Giappone                           | 0 - 48    |
| 15 luglio 2007   | Kawasaki   | Mondiale              | Finale               | Giappone - Stati Uniti                      | 20 - 23   |
| 25 luglio 2009   | Tokyo      | Amichevole            |                      | Giappone - Notre Dame Fighting Irish Alumni | 3 - 19    |
| 24 aprile 2010   | Düsseldorf | German Japan Bowl     |                      | Germania - Giappone                         | 14 - 24   |
| 26 febbraio 2011 | Kawasaki   | Mondiale              | Qualificazioni       | Giappone - Corea del Sud                    | 76 - 0    |
| 8 luglio 2011    | Graz       | Mondiale              | Girone               | Austria - Giappone                          | 6 - 24    |
| 10 luglio 2011   | Graz       | Mondiale              | Girone               | Giappone - Francia                          | 35 - 10   |
| 12 luglio 2011   | Graz       | Mondiale              | Girone               | Canada - Giappone                           | 31 - 27   |
| 15 luglio 2011   | Vienna     | Mondiale              | Finale 3º - 4º posto | Messico - Giappone                          | 14 - 17   |
| 2014             | Kawasaki   | German Japan Bowl     |                      | Giappone - Germania                         | 38 - 0    |
| 26 aprile 2014   | Tokyo      | Mondiale              | Qualificazioni       | Giappone - Filippine                        | 86 - 0    |
| 14 giugno 2015   | Kawasaki   |                       | Amichevole           | Giappone - Team Hope                        | 58 - 0    |
| 12 luglio 2015   | Canton     | Mondiale              | Prima fase           | Stati Uniti - Giappone                      | 43 - 18   |
| 15 luglio 2015   | Canton     | Mondiale              | Prima fase           | Messico - Giappone                          | 7 - 35    |
| 18 luglio 2015   | Canton     | Mondiale              | Finale               | Stati Uniti - Giappone                      | 59 - 12   |
| 1º marzo 2020    | Texas      | Amichevole            |                      | Selezione TSL - Giappone                    | 36 - 16   |
| 22 gennaio 2023  | Tokyo      | Dream Japan Bowl 2023 |                      | Giappone - All Ivy League                   | 20 - 24   |
| 21 gennaio 2024  | Tokyo      | Dream Japan Bowl 2024 |                      | Giappone - All Ivy League                   | 10 - 5    |

## Confronti con le altre Nazionali
Questi sono i saldi del Giappone nei confronti delle Nazionali incontrate.

### Saldo positivo
| Nazionale     | Giocate | Vinte | Pareggiate | Perse | PF  | PS | Ultima vittoria | Ultimo pari | Ultima sconfitta |
| ------------- | ------- | ----- | ---------- | ----- | --- | -- | --------------- | ----------- | ---------------- |
| Corea del Sud | 3       | 3     | 0          | 0     | 277 | 3  | 2011            | -           | -                |
| Francia       | 3       | 3     | 0          | 0     | 106 | 16 | 2011            | -           | -                |
| Filippine     | 1       | 1     | 0          | 0     | 86  | 0  | 2015            | -           | -                |
| Svezia        | 2       | 2     | 0          | 0     | 72  | 14 | 2007            | -           | -                |
| Messico       | 4       | 4     | 0          | 0     | 92  | 35 | 2015            | -           | -                |
| Australia     | 1       | 1     | 0          | 0     | 54  | 0  | 1999            | -           | -                |
| Germania      | 2       | 2     | 0          | 0     | 62  | 14 | 2014            | -           | -                |
| Finlandia     | 1       | 1     | 0          | 0     | 39  | 7  | 1998            | -           | -                |
| Austria       | 1       | 1     | 0          | 0     | 24  | 6  | 2011            | -           | -                |

### Saldo negativo
| Nazionale   | Giocate | Vinte | Pareggiate | Perse | PF | PS  | Ultima vittoria | Ultimo pari | Ultima sconfitta |
| ----------- | ------- | ----- | ---------- | ----- | -- | --- | --------------- | ----------- | ---------------- |
| Canada      | 1       | 0     | 0          | 1     | 27 | 31  | -               | -           | 2011             |
| Stati Uniti | 3       | 0     | 0          | 3     | 50 | 125 | -               | -           | 2015             |

## Roster storici
| Roster del Giappone - Mondiale 1999 |
| --- |
| Quarterback - Yoshiyuki Matsumoto - Daisuke Nakazawa - Takayuki Sunaga Running Back - Yasushi Horiguchi - Shinsuke Kashino - Yū Nakamura - Masayuki Sekino Wide Receiver - Nobutaka Horie - Masato Itai - Akira Kawamoto - Jirō Nakao - Shūji Shiino - Norihiro Watabe Tight End - Nachi Abe - Ryūsuke Tomozoe Offensive Linemen - Kōichi Fujita C - Yūji Harima G - Tomohiko Hatakeyama OT - Masaki Kamoshida - Mawaru Kobayashi OT - Tomoyuki Koyama G - Masaharu Moriyama OT - Takuya Ōtsuki - Yasuhiro Tsunomori G Defensive Linemen - Norihiko Endo DE - Takehiro Ikenōe DT - Hideo Kaneko DT - Keiichi Kawase DT - Tarō Miyoshi DT - Masahiro Nishi DE - Yasumoto Sasaki DE - Yasuo Wakisaka DE Linebacker - Gen Arisawa OLB - Masafumi Kawaguchi OLB - Mitsuhiro Mitobe OLB - Teruhisa Nakayama ILB - Isao Seri ILB - Takamasa Suzuki OLB - Masaki Tokimoto ILB - Shinzō Yamada ILB Defensive Back - Toshinobu Ichikawa - Masahiro Nomura CB - Kōhei Satomi CB - Noriyuki Satō - Junichi Takano FS - Tatsuo Takeshita CB - Ryōhei Uchida CB Special Team - Keigo Nakasuji K/P Roster aggiornato al 5 febbraio 2025 Coaching staff DC Makoto Ōhashi |

| Roster del Giappone - Mondiale 2003 |
| --- |
| Quarterback - 5 Kentarō Namiki - 18 Daisuke Takahashi - 13 Yuichi Tomizawa Running Back - 2 Takuya Furutani - 23 Ikunori Hanna - 20 Hiroyuki Morimoto Wide Receiver - 88 Yasuhiro Hashizume WR/TE - 80 Akihiko Inagaki - 87 Masato Itai - 81 Hidemoto Jin - 83 Takao Mizuguchi - 22 Ken Shimizu Tight End - 85 Issei Ōki - 41 Naohiro Yamada - 82 Dai Yaoita Offensive Linemen - 73 Yosuke Abe - 60 Yasushi Furukawa - 79 Haruhisa Hiramoto - 71 Naoki Hoshiya - 54 Eita Imai - 67 Masaki Kamoshida - 70 Shunro Ōtsu - 72 Yuki Terayama Defensive Linemen - 39 Norihiko Endo DE/LB - 95 Hiroshi Fujii - 98 Masahiro Nishi DE - 99 Daisuke Nishimura - 77 Yasumoto Sasaki DE - 52 Tatsuro Shoji - 43 Yasuo Wakisaka DE - 94 Yusuke Yabe - 50 Masayoshi Yamanaka Linebacker - 44 Shingo Hiruma - 51 Shunsaku Kimura - 56 Takayuki Okada - 55 Kanehito Tamai - 53 Shinzō Yamada Defensive Back - 21 Toshinobu Ichikawa - 4 Masahiro Nomura - 49 Koji Ōshima - 34 Tadanari Sano - 14 Hiroyuki Shōji - 25 Yasumasa Tamanoi - 27 Takeshi Yoshida Special Team - 10 Makoto Koyama K/P Roster aggiornato al 28 gennaio 2025 Coaching staff HC Toshiaki Abe · OC Kiyoyuki Mori · Off. Gorō Itō · Off. Takayuki Sunaga · DC Makoto Ōhashi · Def. Riichiro Fukahori · Def. Motohide Takano |

| Roster del Giappone - Mondiale 2007 |
| --- |
| Quarterback - 10 Kentarō Namiki - 13 Yuichi Tomizawa - 18 Tetsuo Takata Running Back - 20 Takuya Furutani - 22 Masahiro Ishino - 31 Koji Sugisawa Wide Receiver - 3 Shōei Hasegawa - 11 Kazuya Togura - 15 Naoki Maeda - 17 Yu Nakajima - 25 Kazuyuki Maeda - 44 Akihito Amaya - 80 Kōji Yoneyama - 83 Ken Shimizu Tight End - 87 Takuro Mayuzumi - 88 Yasuhiro Hashizume Offensive Linemen - 57 Kazuhiro Kuramochi - 66 Makio Sekino - 68 Yūta Murai - 70 Itto Yamagishi - 72 Takanari Murakami - 73 Ken Izawa - 75 Tsukasa Miyamoto - 79 Haruhisa Hiramoto Defensive Linemen - 5 Masayoshi Yamanaka - 43 Yasuo Wakisaka - 52 Shinji Saoka - 59 Yasuyoshi Miwa - 92 Mitsunori Kihira - 95 Motoyuki Hirai - 96 Takayuki Yoneda Linebacker - 2 Naoki Koshō - 29 Masayoshi Tsukada - 42 Takashi Makiuchi - 45 Shōichirō Suzuki - Kentarō Azuma Defensive Back - 8 Yūichi Watanabe - 16 Masahiro Nomura - 21 Yasumasa Tamanoi - 24 Tadanari Sano - 34 Kenta Kūdo - 35 Ken Nagata - 36 Takeshi Miyake - 47 Takamasa Terada Special Team - 1 Yosuke Kaneoya K/P Roster aggiornato al 27 gennaio 2025 Coaching staff HC Toshiaki Abe · OC Kiyoyuki Mori · Off. Shingo Kaku · Off. Hajime Ichise · Off. Kazuki Ōmura · DC Makoto Ōhashi · Def./ST Toshio Matsuba · Def. Keisuke Tsuda · Def. Shinichiro Itoi |

| Roster del Giappone - Giappone-Notre Dame Fighting Irish Alumni 2009 |
| --- |
| Quarterback - 4 Shun Sugawara - 8 Tetsuo Takata - 18 Akihiro Izuhara Running Back - 20 Takuya Furutani - 23 Masahiro Ishino - 29 Tomokazu Sueyoshi - 31 Yūichi Kon Wide Receiver - 1 Kazuya Togura WR/K/P - 7 Shōei Hasegawa - 11 Noriaki Kinoshita - 15 Naoki Maeda - 17 Takeshi Akiyama - 25 Hiroki Ōzono - 80 Kōji Yoneyama - 81 Teruaki Nakamura - 83 Ken Shimizu - 85 Yasuhiro Miyamoto - 86 Satoshi Shimizu - 89 Daisuke Kuriyama Tight End - 87 Hayato Yamagishi - 88 Eiji Shiraki Offensive Linemen - 53 Tatsuyuki Yasuki - 57 Kazuhiro Kuramochi - 65 Tetsuya Ōi - 67 Yūta Murai - 71 Yūji Taniguchi - 72 Takanari Murakami - 73 Naoki Yamamoto - 75 Tsukasa Miyamoto - 77 Ken Izawa - 78 Haruhisa Hiramoto Defensive Linemen - 10 Munekazu Shikama - 13 Masayoshi Yamanaka - 55 Nobuhiko Ito - 56 Kenzo Waku - 59 Yasuyoshi Miwa - 90 Keita Komiya - 92 Takeshi Nishikawa - 97 Takayuki Yoneda - 98 Yasuo Wakisaka - 99 Mitsunori Kihira Linebacker - 2 Naoki Koshō - 5 Yusuke Nakai - 6 Yuji Aoki - 12 Yusuke Sato - 19 Shūhei Takeuchi - 42 Takashi Makiuchi - 45 Shōichirō Suzuki - 51 Shingo Hiruma Defensive Back - 3 Yūichi Watanabe - 14 Masashi Fujimoto - 21 Kōki Katō - 22 Ryōhei Imanishi - 24 Tadanari Sano - 26 Daisuke Ueki - 33 Kenta Sato - 34 Shota Yoshimoto - 44 Hidetoshi Yano - 47 Atsushi Fujita Special Team - 9 Daisuke Aoki K/P Roster aggiornato al 23 gennaio 2025 |

| Roster del Giappone - German Japan Bowl 2010 |
| --- |
| Quarterback - 4 Shun Sugawara - 19 Motoki Yoshida Running Back - 9 Masahiro Ishino - 22 Takuya Furutani - 23 Yasuhiro Maruta Wide Receiver - 1 Ken Shimizu - 5 Kōji Yoneyama - 7 Takeshi Akiyama - 12 Kazuya Togura - 15 Michihiro Ogawa - 16 Tetsuo Takata - 21 Naoki Maeda - 84 Shōei Hasegawa - 99 Noriaki Kinoshita Tight End - 81 Sō Ninomiya - 83 Yūji Ōya Offensive Linemen - 57 Kazuhiro Kuramochi - 60 Tatsuyuki Yasuki - 66/89 Tsunenao Sano - 72 Takanari Murakami - 73 Yūji Taniguchi - 75 Tsukasa Miyamoto - 76 Yūta Murai - 77 Ken Izawa - 78 Takeshi Nishikawa Defensive Linemen - 18 Masayoshi Yamanaka DL/LB - 43 Yasuo Wakisaka - 51 Keita Komiya - 58 Motoyuki Hirai - 59 Yasuyoshi Miwa - 92 Mitsunori Kihira Linebacker - 2 Naoki Koshō - 10 Kentarō Azuma - 39 Yoshitaka Yamamoto LB/DB - 52 Takashi Makiuchi - 53 Shōichirō Suzuki - 54 Masayoshi Tsukada - 87 Akinobu Sōma Defensive Back - 8 Yūichi Watanabe - 24 Tadanari Sano - 27 Atsushi Tsuji - 29 Daisuke Ueki - 31 Masashi Fujimoto - 34 Kōki Katō - 40 Ryōhei Imanishi Special Team Roster aggiornato al 17 gennaio 2025 Coaching staff HC Kiyoyuki Mori · OC/OL Satoshi Fujita · DC Makoto Ōhashi · TE/RB Hideo Yanagi · OL Gorō Itō · Asst.Off. Yuki Kanda · DB Norikazu Nobuhara · LB Gen Arisawa |

| Roster del Giappone - Mondiale 2011 |
| --- |
| Quarterback - Naoki Maeda QB/WR - Yasuhiro Maruta QB/RB - Shun Sugawara - Tetsuo Takata - Minoru Tōno Running Back - Takuya Furutani - Kōsuke Kamiyama - Tomokazu Sueyoshi Wide Receiver - Ryōma Hagiyama - Shōei Hasegawa - Noriaki Kinoshita - Michihiro Ogawa - Ken Shimizu Tight End - Takahiro Haruta - Yūji Ōya Offensive Linemen - Haruhisa Hiramoto - Yūtarō Kobayashi - Kazuhiro Kuramochi - Tsukasa Miyamoto - Yūta Murai - Takanari Murakami - Tsunenao Sano - Yūji Taniguchi Defensive Linemen - Motoyuki Hirai - Mitsunori Kihira - Takeshi Nishikawa - Munekazu Shikama - Daiki Takechi - Yasuo Wakisaka - Masayoshi Yamanaka - Takayuki Yoneda Linebacker - Kentarō Azuma - Naoki Koshō - Takashi Makiuchi - Akinobu Sōma - Shōichirō Suzuki - Masayoshi Tsukada Defensive Back - Masashi Fujimoto - Ryōhei Imanishi - Kōki Katō - Takeshi Miyake - Tadanari Sano - Atsushi Tsuji - Yūichi Watanabe - 33 Atsushi Fujita Special Team - Daisuke Aoki K/P Roster aggiornato al 15 gennaio 2025 Coaching staff HC Kiyoyuki Mori · OC/OL Satoshi Fujita · DC Makoto Ōhashi · OL Gorō Itō · LB Gen Arisawa · TE/RB Hideo Yanagi · DB Norikazu Nobuhara · WR Masato Itai · ST Shinzō Yamada |

| Roster del Giappone - German Japan Bowl 2014 |
| --- |
| Quarterback - 6 Shun Sugawara - 8 Keita Hiramoto - 19 Shōhei Katō Running Back - 26 Takuto Hara - 25 Eisuke Tōmotsu - 20 Keita Takanohashi Wide Receiver - 87 Yūta Hayashi - 85 Ryōma Hagiyama - 24 Naohiko Shibata - 5 Shōma Endō - 4 Yasushi Nakagawa - 1 Naoki Maeda - 17 Yasuhiro Miyamoto Tight End - 84 Akimitsu Mori - 41 Tomoaki Ōhashi Offensive Linemen - 73 Haruhisa Kurokawa OT - 77 Takehito Noda OT - 67 Yūsuke Yamamoto G - 78 Masahiro Asano - 76 Takayuki Suzuki - 72 Yūtarō Kobayashi OT - 57 Tetsuya Saita OG - 70 Kōhei Arai C Defensive Linemen - 55 Tōru Hirasawa DE - 90 Yoshihiro Nakada - 50 Shōta Tomita DT - 10 Wataru Takeda - 31 Takehiro Mitsui - 53 Yō Okamoto - 91 Hiroyuki Shigechika Linebacker - 45 Shūhei Takeuchi - 9 Masayoshi Tsukada - 44 Yūsuke Kishimoto - 13 Kensuke Amaya - 96 Yō Sawada - 42 Yūki Ikeda Defensive Back - 28 Keizaburō Isagawa CB - 14 Masashi Fujimoto CB - 16 Toshinori Masutani - 22 Ryōhei Imanishi CB/RS - 27 Atsushi Tsuji S - 33 Atsushi Fujita S - 21 Kōki Katō - 23 Hidetoshi Yano Special Team - 18 Eita Saeki K/P Roster aggiornato al 30 gennaio 2025 |

| Roster del Giappone - Mondiale 2015 |
| --- |
| Quarterback - 19 Katsuya Nagakawa QB/WR - 8 Tetsuo Takata - 10 Shōhei Katō Running Back - 20 Takuya Furutani - 6 Kōsuke Kamiyama - 29 Taku Lee - 21 Ryō Takagi Wide Receiver - 1 Junpei Yoshimoto - 9 Shōma Endō - 18 Noriaki Kinoshita - 11 Naoki Maeda WR/RS - 81 Takashi Kurihara - 83 Yūta Hayashi - 15 Yasuhiro Miyamoto Tight End - 88 Takahiro Haruta Offensive Linemen - 79 Akira Katsuyama OT - 57 Tetsuya Saita OG - 78 Kōhei Arai C - 66 Shun Mochizuki G - 72 Yūtarō Kobayashi OT - 77 Takehito Noda OT - 59 Yūsuke Yamamoto G - 75 Haruhisa Kurokawa OT Defensive Linemen - 90 Takuya Seike DT - 92 Mitsunori Kihira DT - 4 Tōru Hirasawa DE - 13 Motoyuki Hirai DE - 99 Ryōta Takahashi DE - 43 Yasuo Wakisaka - 54 Shōta Tomita DT - 24 Munekazu Shikama DE Linebacker - 17 Kensuke Amaya - 35 Shūhei Takeuchi - 96 Yō Sawada - 45 Shōichirō Suzuki - 5 Masayoshi Tsukada Defensive Back - 14 Masashi Fujimoto CB - 12 Ryōhei Imanishi CB/RS - 2 Kento Tōjō CB - 16 Takeshi Miyake S - 3 Yūki Ishii CB - 27 Atsushi Tsuji S - 7 Atsushi Fujita S - 25 Keizaburō Isagawa CB Special Team - 26 Shintarō Saeki K/P Roster aggiornato al 15 gennaio 2025 Coaching staff HC Kiyoyuki Mori · AHC/OAC Tsuyoshi Kawata · OC/RB/TE Hajime Tominaga · DC Makoto Ōhashi · ST/DB Norikazu Nobuhara · QB Hayato Arima · WR Shōei Hasegawa · DL Masayoshi Yamanaka · OL Fumitaka Masahara · LB Gen Arisawa |

| Roster del Giappone - Selezione TSL-Giappone 2020 |
| --- |
| Quarterback - 8 Ryosuke Ishii - 18 Tsubasa Takagi Running Back - 5 Victor Jamal Mitchell jr. - 24 Yuki Shirakami - 26 Takuya Fujimoto Wide Receiver - 7 Aruto Nishimura - 9 Junpei Yoshimoto - 22 Yoshimasa Iwamatsu - 81 Taro Mizuno - 84 Yoshihito Ōmi - 85 Riki Matsui - 86 Kyohei Morita Tight End - 87 Yūji Mizuno - 89 Yuya Fukui Offensive Linemen - 56 Yuki Kurano - 66 Takumaru Ito - 67 Tomoaki Sakaguchi - 71 Takashi Yanase - 72 Hoshietsu Karamatsu - 75 Haruhisa Kurokawa OT - 77 Naoki Usui - 78 Yohei Saito Defensive Linemen - 20 Tōru Hirasawa DE - 23 Masaki Sato - 68 Takuya Seike DT - 90 Yūhi Fujitani - 91 Naoyuki Saikawa - 92 Yoshiro Matsuo - 97 Yoshihiro Nakata - 99 Ryōta Takahashi DE Linebacker - 4 Naoki Mori - 13 Takuya Iwamoto - 40 Moses Kaito Wiseman - 44 Les Maruo - 47 Akio Yamagishi Defensive Back - 1 Shōgo Nakatani - 3 Takumi Ogura - 14 Katsushi Suda - 15 Satoru Takahashi - 21 Akira Ōnuki - 25 Hiroto Yamamoto - 27 Atsushi Tsuji S - 28 Ren Takeuchi - 32 Yasuyo Yamamoto Special Team - 11 Kenta Suzuki K/P Roster aggiornato al 3 febbraio 2025 Coaching staff HC Satoshi Fujita · DC Thom Kaumeyer · DC/DL Makoto Ōhashi · DB Shinichi Takeda · RB/K Nobuyoshi Araki · OC/QB Hajime Tominaga · OC/OL Teru Yonekura · WR Masato Itai |